# Cantone di Haguenau
Il Cantone di Haguenau è una divisione amministrativa dell'arrondissement di Haguenau.
A seguito della riforma approvata con decreto del 18 febbraio 2014, che ha avuto attuazione dopo le elezioni dipartimentali del 2015, è passato da 16 a 14 comuni.

## Composizione
I 16 comuni facenti parte prima della riforma del 2014 erano:
- Batzendorf
- Berstheim
- Dauendorf
- Haguenau
- Hochstett
- Huttendorf
- Kaltenhouse
- Morschwiller
- Niederschaeffolsheim
- Ohlungen
- Schweighouse-sur-Moder
- Uhlwiller
- Wahlenheim
- Weitbruch
- Wintershouse
- Wittersheim

Dal 2015 i comuni appartenenti al cantone sono i seguenti 14:
- Batzendorf
- Berstheim
- Dauendorf
- Haguenau
- Hochstett
- Huttendorf
- Morschwiller
- Niederschaeffolsheim
- Ohlungen
- Schweighouse-sur-Moder
- Uhlwiller
- Wahlenheim
- Wintershouse
- Wittersheim